# Wereldkampioenschap zijspancross 2018
Het Wereldkampioenschap zijspancross 2018 is een door de Fédération Internationale de Motocyclisme (FIM) georganiseerd kampioenschap voor zijspancrossers. 
De 39e editie van het Wereldkampioenschap werd gereden over twaalf manches in tien verschillende landen. In maart 2018 werd bekend dat de GP van Kegums werd geschrapt en verreden werd in Cēsis.

## Erelijst
| Datum          | Locatie              | Goud                                    | Zilver                                  | Brons                                   |
| -------------- | -------------------- | --------------------------------------- | --------------------------------------- | --------------------------------------- |
| 24-25 maart    | Oss                  | Daniël Willemsen / Robbie Bax           | Koen Hermans / Nicolas Musset           | Marvin Vanluchene / Ben Van den Bogaart |
| 7-8 april      | Castelnau-de-Lévis   | Valentin Giraud / Johnny Badair         | Marvin Vanluchene / Ben Van den Bogaart | Etienne Bax / Kaspars Stupelis          |
| 14-15 april    | Talavera de la Reina | Marvin Vanluchene / Ben Van den Bogaart | Koen Hermans / Nicolas Musset           | Stuart Brown / Joe Millard              |
| 5-6 mei        | Chernivtsi           | Marvin Vanluchene / Ben Van den Bogaart | Koen Hermans / Nicolas Musset           | Stuart Brown / Joe Millard              |
| 12-13 mei      | Kramolín             | Marvin Vanluchene / Ben Van den Bogaart | Etienne Bax / Kaspars Stupelis          | Kert Varik / Lauris Daiders             |
| 10 juni        | Cēsis                | Marvin Vanluchene / Ben Van den Bogaart | Etienne Bax / Kaspars Stupelis          | Koen Hermans / Nicolas Musset           |
| 16-17 juni     | Kiviõli              | Marvin Vanluchene / Ben Van den Bogaart | Koen Hermans / Nicolas Musset           | Etienne Bax / Kaspars Stupelis          |
| 23-24 juni     | Lommel               | Etienne Bax / Kaspars Stupelis          | Kert Varik / Lauris Daiders             | Arne Dierckens / Luc Rostingt           |
| 21-22 juli     | Straßbessenbach      | Daniël Willemsen / Robbie Bax           | Julien Veldman / Glenn Janssens         | Etienne Bax / Kaspars Stupelis          |
| 29 juli        | Stelpe               | Koen Hermans / Nicolas Musset           | Etienne Bax / Kaspars Stupelis          | Marvin Vanluchene / Ben Van den Bogaart |
| 25-26 augustus | Roggenburg           | Marvin Vanluchene / Ben Van den Bogaart | Valentin Giraud / Johnny Badair         | Julien Veldman / Glenn Janssens         |
| 1-2 september  | Vesoul               | Julien Veldman / Glenn Janssens         | Marvin Vanluchene / Ben Van den Bogaart | Etienne Bax / Kaspars Stupelis          |

| Stand  | duo                                     | punten |
| ------ | --------------------------------------- | ------ |
| Goud   | Marvin Vanluchene / Ben Van den Bogaart | 510    |
| Zilver | Koen Hermans / Nicolas Musset           | 429    |
| Brons  | Etienne Bax / Kaspars Stupelis          | 396    |
| 4      | Valentin Giraud / Johnny Badair         | 334    |
| 5      | Julien Veldman / Glenn Janssens         | 314    |
| 5      | Daniël Willemsen / Robbie Bax           | 293    |
| 7      | Kert Varik / Lauris Daiders             | 293    |
| 8      | Brett Wilkinson / Dan Chamberlain       | 270    |
| 9      | Davy Sanders / Andres Haller            | 245    |
| 10     | Arne Dierckens / Luc Rostingt           | 230    |